# Jeronimo de Haze
Jeronimo de Haze (ged. Amsterdam, 12 maart 1651 – 19 juli 1725), heer van Stabroek, was een koopman op de Levant. In 1677 werd hij lid van de schutterij, in 1680 schepen en in 1683 lid van de vroedschap. Tussen 1695 en 1717 was hij twaalf keer burgemeester. In 1697 werd hij raad bij de Admiraliteit van Amsterdam. Vanaf 1696 was hij bewindhebber van de VOC, in 1708 ook bij de West-Indische Compagnie.

## Biografie

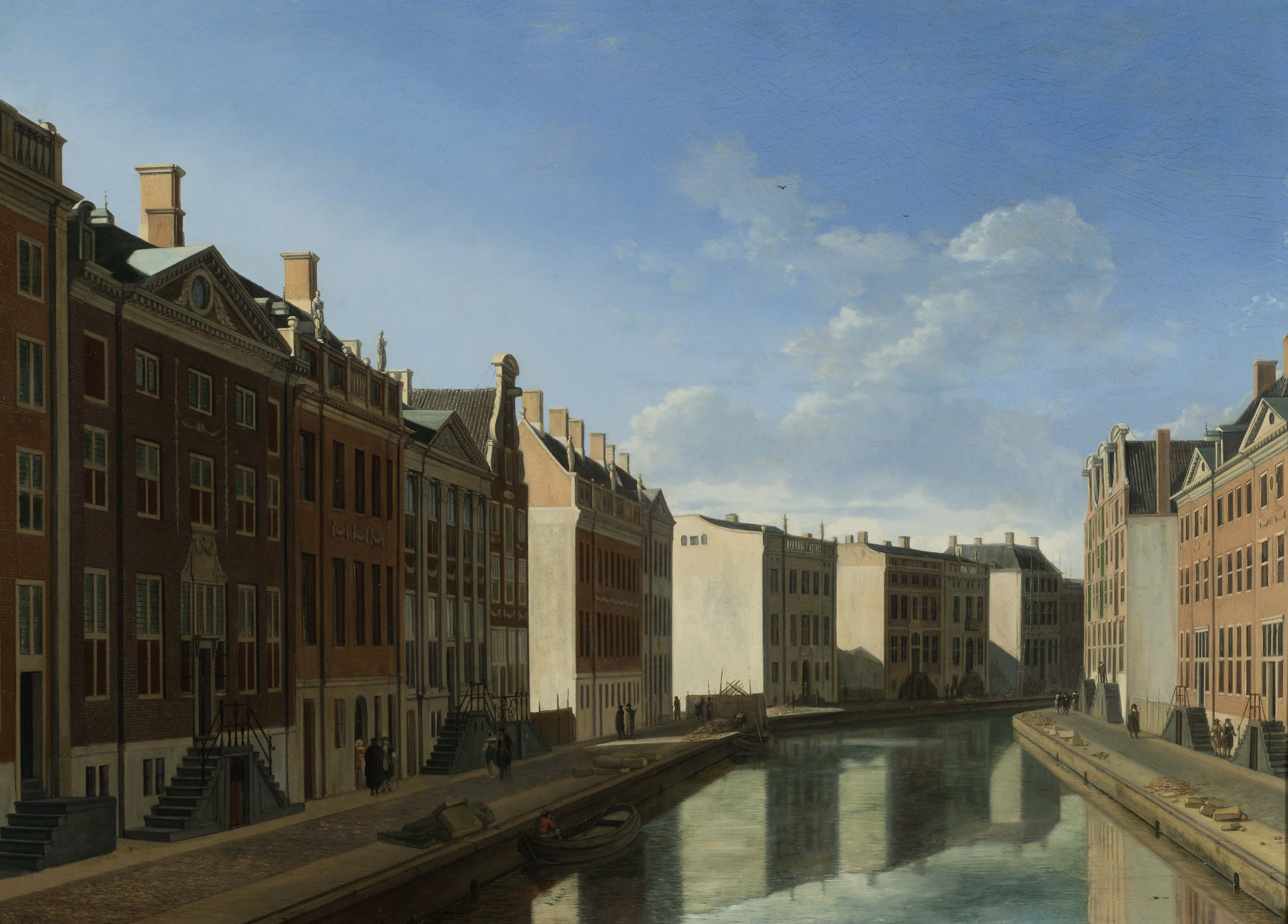
Gouden Bocht met het huis van De Haze door Gerrit Berckheyde

Jeronimo de Haze was de zoon van Giorgio (George) de Haze († Amsterdam, 17 maart 1683) en Vrouwtje Blaauw. Zijn voorouders waren afkomstig uit Antwerpen. Zijn overgrootouders Hendrick de Haze (1550-1605) en Clara Coymans (1552-1628) zijn tussen 1586 en 1588 naar Amsterdam verhuisd. Een andere voorzaat was mogelijk Servaes de Haze. Deze Servaes was een vriend van Jan van Scorel en hield zich in 1597 bezig met de bedijking van de Zijpe- en Hazepolder.
Jeronimo was getrouwd met zijn nicht Magdalena Clara de Haze, vrouwe van Stabroek (ged. Amsterdam, 23 april 1651 – 22 februari 1725). Zij was de dochter van Jeronimus de Haze, heer van Stabroek (1613-1681) en diens tweede vrouw Magdalena Julia Storm (1626-1667). Van zijn oom en schoonvader erfde Jeronimo het herenhuis de Arent aan de Herengracht 466, dat was ontworpen door Philips Vingboons. Naar verluidt liet tsaar Peter de Grote zich door de architectuur van dit herenhuis inspireren bij de bouw van een zomerhuis aan de Neva.
Over burgemeester Jeronimo de Haze zijn een aantal weinig vleiende verhalen bekend. Op 31 januari 1696 – de dag voordat de nieuwe burgemeesters aantraden – trok een stoet belhamels naar de burgemeesters Jacob Boreel en Jeronimo de Haze de Giorgio op Herengracht 520. Toen het volk bij De Haze aankwam, werd het opgewacht door een groep gewapende vrienden en kennissen van de burgemeester. Die probeerden tijd te rekken door geld op straat te gooien. Al grabbelend en graaiend had men niet in de gaten dat een compagnie schutters de gracht op marcheerde. Toen het vuur werd geopend, vielen drie oproerkraaiers dood neer. Het duurde drie dagen voordat het oproer, dat de geschiedenis is ingegaan als het Aansprekersoproer, de kop was ingedrukt. De aanstichters werden opgeknoopt op het schavot bij het licht van flambouwen. 
In 1706 kocht De Haze de titel Heer van Mijnden en de beide Loosdrechten van Willem de Gruyter, schepen en lid van de vroedschap van Utrecht. Toen Jeronimo de Haze kinderloos stierf, gingen zijn titels, huizen en een erfenis van drieënhalf miljoen gulden naar zijn nichtje Anna de Haze. Anna was de dochter van Jeronimus de Haze (1641-1705), de halfbroer van Magdalena Clara uit het eerste huwelijk van haar vader met Clara van Schoonhoven (1615-1643). Als dank liet Anna twee metershoge rouwborden voor haar oom en tante ophangen in de Sijpekerk te Nieuw-Loosdrecht.